# Chyliza splendida
Chyliza splendida är en tvåvingeart som beskrevs av Iwasa 1989. Chyliza splendida ingår i släktet Chyliza och familjen rotflugor. Inga underarter finns listade i Catalogue of Life.